# Kristina Bengtsdotter (Königsmarck)
Kristina Bengtsdotter (Königsmarck), född efter 1426, död 1485, var en svensk godsägare, ägare till Stora Benhamra i Vada socken i nuvarande Vallentuna kommun och medlem av det svenska frälset.
Hon var dotter till hövitsmannen på Kalmar slott Bengt Königsmark (d. tidigast 1431) och hans andra hustru Ingrid Karlsdotter (Gädda) och den sista av sin släktgren. Hon gifte sig 1453 med riksrådet Gregers Bengtsson (Bjälboättens oäkta gren). 
Hon var enligt den medeltida historikern Rasmus Ludvigsson en "arg" kvinna, som begick mord på sin friare, frälsemannen Nils Månsson, tillsammans med sin piga och sin kaplan, med vilken hon hade ett förhållande.
Hon fick flera barn, två söner och två döttrar, men alla avled före henne. Hennes dotter Birgitta Gregersdotter omtalades som botad genom ett mirakel av Katarina av Vadstena någon gång mellan 1469 och 1474, och avled även hon före Kristina.

### Fotnoter
1. ↑  Königsmarck, släkter, urn:sbl:11939, Svenskt biografiskt lexikon, hämtad 2014-12-28